# Mycterophallus xanthopus
Mycterophallus xanthopus är en skalbaggsart som beskrevs av Jean Baptiste Boisduval 1835. Mycterophallus xanthopus ingår i släktet Mycterophallus och familjen Cetoniidae. Inga underarter finns listade i Catalogue of Life.